# Municipio de Orange (condado de Pawnee)
El municipio de Orange (en inglés: Orange Township) es un municipio ubicado en el condado de Pawnee en el estado estadounidense de Kansas. En el año 2010 tenía una población de 43 habitantes y una densidad poblacional de 0,47 personas por km².

## Geografía
El municipio de Orange se encuentra ubicado en las coordenadas 38°2′37″N 99°11′11″O / 38.04361, -99.18639. Según la Oficina del Censo de los Estados Unidos, el municipio tiene una superficie total de 92.29 km², de la cual 92,29 km² corresponden a tierra firme y (0 %) 0 km² es agua.

## Demografía
Según el censo de 2010, había 43 personas residiendo en el municipio de Orange. La densidad de población era de 0,47 hab./km². De los 43 habitantes, el municipio de Orange estaba compuesto por el 100 % blancos. Del total de la población el 0 % eran hispanos o latinos de cualquier raza.